# Żyraków (gmina)
Żyraków [ʐɨˈrakuf] est une commune rurale de la Voïvodie des Basses-Carpates et du powiat de Dębica. Elle s'étend sur 110,3 km2 et comptait 13 768 habitants en 2010.

## Géographie
La gmina se situe à environ 4 kilomètres au nord de Dębica et à 44 kilomètres à l'ouest de Rzeszów, la capitale régionale. 
Elle inclut les villages de Bobrowa, Bobrowa Wola, Góra Motyczna, Korzeniów, Mokre, Nagoszyn, Straszęcin, Wiewiórka, Wola Wielka, Wola Żyrakowska, Zasów, Zawierzbie et Żyraków

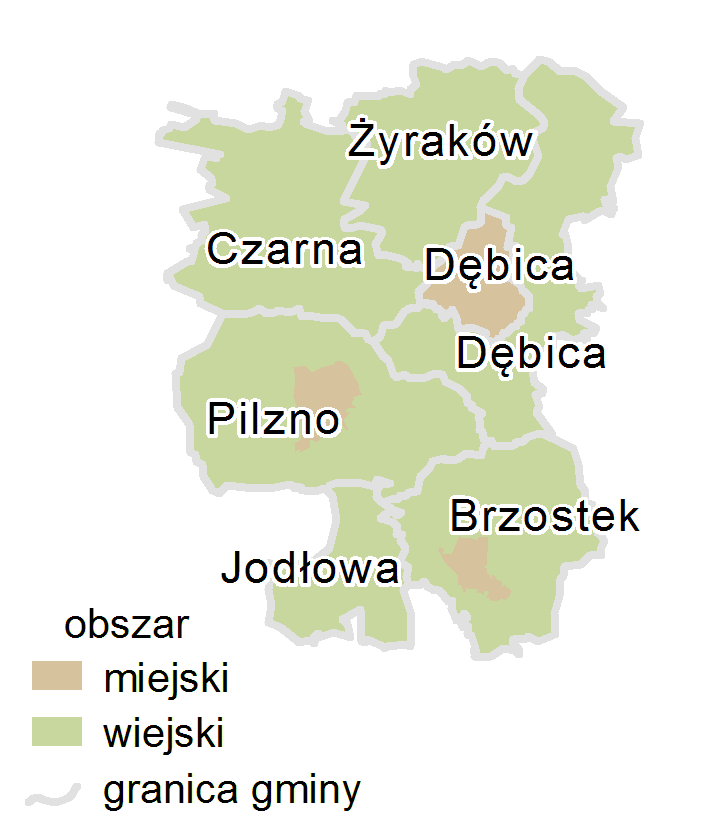
Carte du powiat (urbain en marron et rural en vert)